# Вінсент Ван Петегем
Вінсент Ван Петегем (нар. 28 жовтня 1980, Гент, Бельгія) — бельгійський економіст і політик CD&V, який з 1 жовтня 2020 року обіймає посаду міністра фінансів в уряді прем'єр-міністра Олександра Де Кроо. Він був членом Палати представників Бельгії з 2014 по 2020 рік.

## Раннє життя та кар'єра
Вінсент Ван Петегем народився 28 жовтня 1980 року в Генті. Він був професором менеджменту в бізнес-школі EDHEC у Ліллі, Франція.

## Політична кар'єра
На виборах 2014 року Петегем був вперше обраний до Палати представників від CD&V і пропрацював до 2019 року. Він став мером Де Пінте 1 січня 2019 року. У 2019 році він був кандидатом на посаду голови CD&V, але посів четверте місце.
1 жовтня 2020 року Петегем став віце-прем'єр-міністром і міністром фінансів в кабінеті Олександра Де Кроо.

## Інші види діяльності

### Організації Європейського Союзу
- Європейський інвестиційний банк (ЄІБ), колишній член Ради керуючих (з 2019) [8]
- Європейський стабілізаційний механізм (ESM), Ex-Officio Член Ради керуючих (з 2020) [9]